# Olympische Winterspiele 1992/Teilnehmer (Österreich)
| Gelbes Symbol für Goldmedaillen mit stilisierten Olympischen Ringen | Graues Symbol für Silbermedaillen mit stilisierten Olympischen Ringen | Braundes Symbol für Bronzemedaillen mit stilisierten Olympischen Ringen |
| ------------------------------------------------------------------- | --------------------------------------------------------------------- | ----------------------------------------------------------------------- |
| 6                                                                   | 7                                                                     | 8                                                                       |

Österreich nahm an den Olympischen Winterspielen 1992 im französischen Albertville mit 65 Athleten, 51 Männer und 14 Frauen, in elf Sportarten teil.

## Flaggenträger
Die Alpine Skirennläuferin Anita Wachter trug die Flagge Österreichs während der Eröffnungsfeier im Parc Olympique.

## Medaillen
Die Winterspiele von Albertville waren für Österreich außerordentlich erfolgreich, gegenüber Calgary wurde die Anzahl der Medaillen mehr als verdoppelt. Erst bei den Spielen von Turin im Jahr 2006 übertraf die österreichische Mannschaft diese Rekordmarke mit insgesamt 23 Medaillen. Erfolgreichste Sportler waren die zweifache Olympiasiegerin Petra Kronberger sowie Martin Höllwarth, der dreimal Silber gewann.
Das österreichische Team belegte mit 21 Medaillen den vierten Platz im Medaillenspiegel.

### Medaillenspiegel
| Rang   | Sportart              | Gold | Silber | Bronze | Gesamt |
| ------ | --------------------- | ---- | ------ | ------ | ------ |
| 1      | Ski Alpin             | 3    | 2      | 3      | 8      |
| 2      | Rennrodeln            | 1    | 2      | 1      | 4      |
| 3      | Skispringen           | 1    | 2      | 1      | 4      |
| 4      | Bob                   | 1    | —      | —      | 1      |
| 5      | Nordische Kombination | —    | —      | 2      | 2      |
| 6      | Eisschnelllauf        | —    | —      | 1      | 1      |
| Gesamt | Gesamt                | 6    | 7      | 8      | 21     |

### Medaillengewinner
| Name/n                                                      | Sportart              | Wettkampf              |
| ----------------------------------------------------------- | --------------------- | ---------------------- |
| Gold                                                        |                       |                        |
| Petra Kronberger                                            | Ski Alpin             | Slalom                 |
| Petra Kronberger                                            | Ski Alpin             | Kombination            |
| Patrick Ortlieb                                             | Ski Alpin             | Abfahrt                |
| Ernst Vettori                                               | Skispringen           | Normalschanze          |
| Doris Neuner                                                | Rennrodeln            | Einsitzer              |
| Ingo Appelt Gerhard Haidacher Thomas Schroll Harald Winkler | Bob                   | Viererbob              |
| Silber                                                      |                       |                        |
| Anita Wachter                                               | Ski Alpin             | Riesenslalom           |
| Anita Wachter                                               | Ski Alpin             | Kombination            |
| Martin Höllwarth                                            | Skispringen           | Normalschanze          |
| Martin Höllwarth                                            | Skispringen           | Großschanze            |
| Martin Höllwarth Ernst Vettori Heinz Kuttin Andreas Felder  | Skispringen           | Großschanze Mannschaft |
| Angelika Neuner                                             | Rennrodeln            | Einsitzer              |
| Markus Prock                                                | Rennrodeln            | Einsitzer              |
| Bronze                                                      |                       |                        |
| Veronika Wallinger                                          | Ski Alpin             | Abfahrt                |
| Günther Mader                                               | Ski Alpin             | Abfahrt                |
| Michael Tritscher                                           | Ski Alpin             | Slalom                 |
| Heinz Kuttin                                                | Skispringen           | Großschanze            |
| Klaus Sulzenbacher                                          | Nordische Kombination | Einzel                 |
| Klaus Sulzenbacher Stefan Kreiner Klaus Ofner               | Nordische Kombination | Mannschaft             |
| Markus Schmidt                                              | Rennrodeln            | Einsitzer              |
| Emese Hunyady                                               | Eisschnelllauf        | 3000 Meter             |

## Teilnehmer nach Sportarten

### Biathlon
| Athleten                                                   | Wettbewerbe        | Zeit        | Fehler  | Rang |
| ---------------------------------------------------------- | ------------------ | ----------- | ------- | ---- |
| Alfred Eder                                                | 10 km Sprint       | 28:44,8 min | 2 (0+2) | 53   |
| Alfred Eder                                                | 20 km Einzel       | 1:01:03,0 h | 1       | 30   |
| Bruno Hofstätter                                           | 20 km Einzel       | 1:02:36,1 h | 3       | 41   |
| Ludwig Gredler                                             | 10 km Sprint       | 27:14,8 min | 2 (2+0) | 11   |
| Egon Leitner                                               | 10 km Sprint       | 27:31,8 min | 2 (1+1) | 19   |
| Egon Leitner                                               | 20 km Einzel       | 1:02:52,0 h | 4       | 45   |
| Franz Schuler                                              | 10 km Sprint       | 27:34,3 min | 1 (0+1) | 21   |
| Franz Schuler                                              | 20 km Einzel       | 1:03:15,9 h | 6       | 49   |
| Bruno Hofstätter Ludwig Gredler Egon Leitner Franz Schuler | 4 × 7,5 km Staffel | 1:30:40,7 h | 0+2     | 12   |

### Bob
| Athleten                                                          | Wettbewerb | Lauf 1      | Lauf 2      | Lauf 3      | Lauf 4      | Gesamt      | Gesamt |
| Athleten                                                          | Wettbewerb | Lauf 1      | Lauf 2      | Lauf 3      | Lauf 4      | Zeit        | Rang   |
| ----------------------------------------------------------------- | ---------- | ----------- | ----------- | ----------- | ----------- | ----------- | ------ |
| Ingo Appelt Thomas Schroll                                        | Zweierbob  | 1:00,33 min | 1:01,20 min | 1:01,18 min | 1:01,29 min | 4:03,67 min | 4      |
| Gerhard Rainer Thomas Bachler                                     | Zweierbob  | 1:00,46 min | 1:00,87 min | 1:01,09 min | 1:01,25 min | 4:04,00 min | 8      |
| Ingo Appelt Gerhard Haidacher Thomas Schroll Harald Winkler       | Viererbob  | 57,74 s     | 58,85 s     | 58,52 s     | 58,79 s     | 3:53,90 min | Gold   |
| Gerhard Rainer Thomas Bachler Carsten Nentwig Martin Schützenauer | Viererbob  | 58,27 s     | 58,85 s     | 59,08 s     | 58,81 s     | 3:55,01 min | 10     |

### Eiskunstlauf
| Athleten       | Wettbewerbe | Kurzprogramm | Kür | Gesamt    | Gesamt |
| Athleten       | Wettbewerbe | Kurzprogramm | Kür | Bewertung | Rang   |
| -------------- | ----------- | ------------ | --- | --------- | ------ |
| Ralph Burghart | Herren      | 20           | 18  | 28,0      | 18     |

### Eisschnelllauf
| Athlet             | Wettbewerb | Zeit         | Rang   |
| ------------------ | ---------- | ------------ | ------ |
| Frauen             |            |              |        |
| Emese Hunyady      | 1000 m     | 1:23,40 min  | 10     |
| Emese Hunyady      | 1500 m     | 2:08,29 min  | 7      |
| Emese Hunyady      | 3000 m     | 4:24,64 min  | Bronze |
| Emese Hunyady      | 5000 m     | 7:56,48 min  | 15     |
| Männer             |            |              |        |
| Michael Hadschieff | 100 m      | 1:17,17 min  | 24     |
| Michael Hadschieff | 1500 m     | 1:57,43 min  | 14     |
| Michael Hadschieff | 5000 m     | 7:12,97 min  | 10     |
| Michael Hadschieff | 10.000 m   | 14:28,80 min | 6      |
| Roland Brunner     | 500 m      | 42,18 s      | 40     |
| Roland Brunner     | 1000 m     | 1:16,76 min  | 22     |
| Roland Brunner     | 1500 m     | 1:59,60 min  | 24     |

### Nordische Kombination
| Athleten                                      | Wettbewerb | Skispringen | Skispringen | Langlauf    | Langlauf | Rang   |
| Athleten                                      | Wettbewerb | Punkte      | Rang        | Zeit        | Rang     | Rang   |
| --------------------------------------------- | ---------- | ----------- | ----------- | ----------- | -------- | ------ |
| Männer                                        |            |             |             |             |          |        |
| Klaus Sulzenbacher                            | Einzel     | 221,6       | 4           | 44:48,4 min | 13       | Bronze |
| Klaus Ofner                                   | Einzel     | 228,5       | 1           | 45:57,9 min | 21       | 5      |
| Stefan Kreiner                                | Einzel     | 214,8       | 7           | 47:10,4 min | 27       | 17     |
| Günter Csar                                   | Einzel     | 193,3       | 31          | 47:34,0 min | 29       | 32     |
| Stefan Kreiner Klaus Ofner Klaus Sulzenbacher | Mannschaft | 615,6       | 2           | 1:22:49,6 h | 3        | Bronze |

### Rodeln
| Athlet                            | Wettbewerb   | Lauf 1   | Lauf 2   | Lauf 3   | Lauf 4   | Gesamt       | Gesamt |
| Athlet                            | Wettbewerb   | Lauf 1   | Lauf 2   | Lauf 3   | Lauf 4   | Zeit         | Rang   |
| --------------------------------- | ------------ | -------- | -------- | -------- | -------- | ------------ | ------ |
| Frauen                            |              |          |          |          |          |              |        |
| Andrea Tagwerker                  | Einsitzer    | 46,853 s | 46,928 s | 47,250 s | 46,987 s | 3:08,018 min | 7      |
| Doris Neuner                      | Einsitzer    | 46,085 s | 46,724 s | 46,577 s | 46,663 s | 3:06,049 min | Gold   |
| Angelika Neuner                   | Einsitzer    | 46,590 s | 46,764 s | 46,637 s | 46,705 s | 3:06,696 min | Silber |
| Männer                            |              |          |          |          |          |              |        |
| Markus Prock                      | Einsitzer    | 45,356 s | 45,330 s | 46,075 s | 45,908 s | 3:02,669 min | Silber |
| Markus Schmidt                    | Einsitzer    | 45,243 s | 45,416 s | 46,254 s | 46,029 s | 3:02,942 min | Bronze |
| Robert Manzenreiter               | Einsitzer    | 45,573 s | 45,550 s | 46,222 s | 45,922 s | 3:03,267 min | 6      |
| Gerhard Gleirscher Markus Schmidt | Doppelsitzer | 46,514 s | 46,743 s | -        | -        | 1:33,257 min | 7      |

### Ski Alpin
| Athleten             | Wettbewerbe  | 1. Lauf             | 2. Lauf            | Gesamt              | Gesamt |
| Athleten             | Wettbewerbe  | 1. Lauf             | 2. Lauf            | Zeit                | Rang   |
| -------------------- | ------------ | ------------------- | ------------------ | ------------------- | ------ |
| Frauen               |              |                     |                    |                     |        |
| Karin Buder          | Slalom       | 49,10 s             | 44,58 s            | 1:33,68 min         | 5      |
| Sylvia Eder          | Riesenslalom | 1:07,20 min         | 1:07,85 min        | 2:15,05 min         | 9      |
| Petra Kronberger     | Abfahrt      | -                   | -                  | 1:52,73 min         | 5      |
| Petra Kronberger     | Super-G      | -                   | -                  | 1:23,20 min         | 4      |
| Petra Kronberger     | Riesenslalom | DNF                 | DNF                | DNF                 | DNF    |
| Petra Kronberger     | Slalom       | 48,28 s             | 44,40 s            | 1:32,68 min         | Gold   |
| Petra Kronberger     | Kombination  | 1:25,84 min (0,00)  | 1:09,60 min (2,55) | 2:35,55 min (2,55)  | Gold   |
| Ulrike Maier         | Super-G      | -                   | -                  | 1:23,35 min         | 5      |
| Ulrike Maier         | Riesenslalom | 1:06,16 min         | 1:07,61 min        | 2:13,77 min         | 4      |
| Ulrike Maier         | Kombination  | 1:28,51 min (33,28) | DNF                | DNF                 | DNF    |
| Monika Maierhofer    | Slalom       | 49,46 s             | DNF                | DNF                 | DNF    |
| Barbara Sadleder     | Abfahrt      | -                   | -                  | 1:53,81 min         | 7      |
| Barbara Sadleder     | Super-G      | -                   | -                  | 1:24,91 min         | 15     |
| Claudia Strobl       | Slalom       | 49,08 s             | DNF                | DNF                 | DNF    |
| Anita Wachter        | Super-G      | -                   | -                  | 1:24,20 min         | 9      |
| Anita Wachter        | Riesenslalom | 1:06,43 min         | 1:07,28 min        | 2:13,71 min         | Silber |
| Anita Wachter        | Kombination  | 1:27,25 min (17,58) | 1:09,51 min (1,81) | 2:36,76 min (19,39) | Silber |
| Veronika Wallinger   | Abfahrt      | -                   | -                  | 1:52,64 min         | Bronze |
| Männer               |              |                     |                    |                     |        |
| Stephan Eberharter   | Kombination  | 1:46,85 min (19,16) | DNF                | DNF                 | DNF    |
| Bernhard Gstrein     | Slalom       | 54,12 s             | 54,14 s            | 1:48,26 min         | 15     |
| Helmut Höflehner     | Abfahrt      | -                   | -                  | 1:53,10 min         | 17     |
| Günther Mader        | Abfahrt      | -                   | -                  | 1:50,47 min         | Bronze |
| Günther Mader        | Super-G      | -                   | -                  | 1:14,08 min         | 7      |
| Günther Mader        | Riesenslalom | 1:05,42 min         | 1:03,38 min        | 2:08,80 min         | 6      |
| Günther Mader        | Kombination  | DNF                 | DNF                | DNF                 | DNF    |
| Christian Mayer      | Riesenslalom | 1:06,23 min         | 1:03,83 min        | 2:10,06 min         | 12     |
| Patrick Ortlieb      | Abfahrt      | -                   | -                  | 1:50,37 min         | Gold   |
| Patrick Ortlieb      | Super-G      | -                   | -                  | 1:15,66 min         | 18     |
| Rainer Salzgeber     | Super-G      | -                   | -                  | 1:15,31 min         | 15     |
| Rainer Salzgeber     | Riesenslalom | 1:05,72 min         | 1:03,11 min        | 2:08,83 min         | 7      |
| Rainer Salzgeber     | Kombination  | 1:47,59 min (26,71) | DNF                | DNF                 | DNF    |
| Thomas Stangassinger | Slalom       | 53,51 s             | 53,14 s            | 1:46,65 min         | 9      |
| Leonhard Stock       | Abfahrt      | DNF                 | DNF                | DNF                 | DNF    |
| Hubert Strolz        | Super-G      | -                   | -                  | 1:16,36 min         | 24     |
| Hubert Strolz        | Riesenslalom | 1:06,75 min         | 1:02,70 min        | 2:09,45 min         | 9      |
| Hubert Strolz        | Slalom       | 54,06 s             | 53,73 s            | 1:47,79 min         | 13     |
| Hubert Strolz        | Kombination  | 1:46,54 min (16,00) | DSQ                | DSQ                 | DSQ    |
| Michael Tritscher    | Slalom       | 52,50 s             | 52,35 s            | 1:44,85 min         | Bronze |

### Skilanglauf
| Athleten                                                         | Wettbewerbe       | Zeit        | Rang |
| ---------------------------------------------------------------- | ----------------- | ----------- | ---- |
| Männer                                                           |                   |             |      |
| Markus Gandler                                                   | 10 km klassisch   | 30:35,9 min | 34   |
| Markus Gandler                                                   | 15 km Verfolgung  | 42:31,8 min | 28   |
| Markus Gandler                                                   | 50 km Freistil    | 2:17:21,8 h | 41   |
| Alexander Marent                                                 | 10 km klassisch   | 29:49,9 min | 19   |
| Alexander Marent                                                 | 15 km Verfolgung  | 42:20,2 min | 27   |
| Alexander Marent                                                 | 30 km klassisch   | 1:27:34,4 h | 22   |
| Alexander Marent                                                 | 50 km Freistil    | DNF         | DNF  |
| Andreas Ringhofer                                                | 10 km klassisch   | 30:42,5 min | 35   |
| Andreas Ringhofer                                                | 15 km Verfolgung  | 42:13,9 min | 24   |
| Andreas Ringhofer                                                | 50 km Freistil    | 2:18:00,4 h | 42   |
| Alois Schwarz                                                    | 30 km klassisch   | 1:29:01,6 h | 29   |
| Martin Standmann                                                 | 30 km klassisch   | 1:30:27,7 h | 39   |
| Martin Standmann                                                 | 50 km Freistil    | 2:24:19,6 h | 52   |
| Alois Stadlober                                                  | 10 km klassisch   | 28:27,5 min | 8    |
| Alois Stadlober                                                  | 15 km Verfolgung  | 40:21,6 min | 10   |
| Alois Stadlober                                                  | 30 km klassisch   | 1:26:22,7 h | 19   |
| Alois Schwarz Alois Stadlober Alexander Marent Andreas Ringhofer | 4 × 10 km Staffel | 1:45:56,6 h | 9    |

### Skispringen
| Athleten                                                   | Wettbewerb             | 1. Durchgang                    | 1. Durchgang | 2. Durchgang                    | 2. Durchgang | Gesamt | Gesamt |
| Athleten                                                   | Wettbewerb             | Weite                           | Punkte       | Weite                           | Punkte       | Punkte | Rang   |
| ---------------------------------------------------------- | ---------------------- | ------------------------------- | ------------ | ------------------------------- | ------------ | ------ | ------ |
| Heinz Kuttin                                               | Normalschanze          | 85,5 m                          | 106,3        | 86,0 m                          | 108,1        | 214,4  | 4      |
| Heinz Kuttin                                               | Großschanze            | 117,5 m                         | 112,4        | 112,0 m                         | 102,3        | 214,8  | Bronze |
| Andreas Felder                                             | Normalschanze          | 87,0 m                          | 110,2        | 83,0 m                          | 103,3        | 213,5  | 6      |
| Andreas Felder                                             | Großschanze            | 105,0 m                         | 89,5         | 103,5 m                         | 87,4         | 176,9  | 9      |
| Martin Höllwarth                                           | Normalschanze          | 90,5 m                          | 116,8        | 83,0 m                          | 101,3        | 218,1  | Silber |
| Martin Höllwarth                                           | Großschanze            | 120,5 m                         | 116,7        | 116,5 m                         | 110,6        | 227,3  | Silber |
| Ernst Vettori                                              | Normalschanze          | 88,0 m                          | 111,8        | 87,5 m                          | 111,0        | 222,8  | Gold   |
| Ernst Vettori                                              | Großschanze            | 101,5 m                         | 81,6         | 104,5 m                         | 89,3         | 170,9  | 15     |
| Ernst Vettori Heinz Kuttin Martin Höllwarth Andreas Felder | Großschanze Mannschaft | 114,5 m 113,5 m 123,5 m 115,0 m | 331,2        | 112,5 m 110,4 m 117,5 m 109,5 m | 311,7        | 642,9  | Silber |